# Narsaq
Narsaq város Grönland déli részén. A városban körülbelül 1700-an laknak, és több százan élnek a környező községben. Úgy hiszik, hogy az emberek több ezer éve ezen a területen élnek, de nem folyamatosan. A narsaq grönlandi szó, ami "síkság"-ot jelent, utalva a gyönyörű síkságra, amin a város fekszik. A Narsaq-ot körülvevő tenger élővilága sokszínű, beleértve a bálnákat, lazacokat, és fókákat.
A várostól északra gleccserek találhatók. Nyáron a hőmérséklet elérheti a 22°C-ot, míg télen lesüllyedhet -17°C-ra.
A város nem igazán növekedett egészen 1953-ig, mikor megalapították az első halfeldolgozó üzemet. 1959-re a város lakossága 600 főre emelkedett. Napjainkban Narsaq-ban van városháza, két szupermarket, egy templom, egy rendőrség, egy tűzoltóság, egy általános iskola, számos oktatási intézmény, egy internet kávézó, egy kórház, és számos üzlet.

## Közlekedés
Narsaq megközelíthető a Narsarsuaq nemzetközi repülőtértől helikopterrel kb. 1/4 órás úttal, vagy hajóval (kb. 3 órás az út). Narsarsuaq-ba Koppenhágából lehet repülővel utazni, az út 4,5 órás.
Grönland déli részének további városait hajóval lehet elérni. Léteznek menetrend szerinti hajójáratok és hajót bérelni is lehet.

## Külső hivatkozások
- Grönland – Képek Narsaq-ról
- hivatalos oldal

1. ↑  Statbank Greenland. (Hozzáférés: 2020. február 12.)